# 오비히로역
오비히로역(일본어: 帯広駅,おびひろえき)은 홋카이도 오비히로시에 위치한 홋카이도 여객철도 네무로 본선의 철도역이다. 오비히로 시를 포함한 도카치 지청의 중심역으로, 시호로 선과 히로오 선의 기점역이기도 하였으나 1987년 일본국철 분할 민영화 즈음에 모두 폐선되었다.

## 운행노선
- 홋카이도 여객철도 (JR 홋카이도)
  - 네무로 본선

## 승차장
| 1 | ■네무로 본선 | (하행) | 이케다・구시로 방면                       |
| 2 | ■네무로 본선 | (하행) | 삿포로・다키카와 방면                     |
| 2 | ■네무로 본선 | (하행) | 이케다・구시로 방면                       |
| 3 | ■네무로 본선 | (하행) | 신토쿠・삿포로・다키카와 방면             |
| 3 | ■네무로 본선 | (하행) | 이케다・구시로 방면                       |
| 4 | ■네무로 본선 | (하행) | 신토쿠・삿포로・다키카와・아사히카와 방면 |
| 4 | ■네무로 본선 | (하행) | 이케다・구시로 방면                       |